# Gennadio I di Costantinopoli
Gennadio I di Costantinopoli (Antiochia, ... – Costantinopoli, 25 agosto 471) è stato un arcivescovo e teologo bizantino, seguace della scuola esegetica di Antiochia.

## Biografia
Autore prolifico di testi religiosi (dei quali però pochi ci sono pervenuti) e successore di Anatolio, nel 458, al patriarcato ecumenico di Costantinopoli. Santo per la Chiesa ortodossa, è celebrato il 17 novembre.
Come già altri patriarchi prima di lui, Gennadio fu eletto dopo essere stato abate di un monastero. Della sua opera ecumenica, si ricorda soprattutto un'enciclica contro la simonia. Si schierò a fianco di papa Leone I quando ricevette da questi un'epistola contro il sostenitore del monofisismo Timoteo di Alessandria: il monofisismo, infatti, era stato già più volte condannato come eresia.